# 神威赛车手
神威赛车手（アローエンブレム グランプリの鷹）是東映動画制作的日本电视动画。1977年9月22日〜1978年8月31日在富士电视台系列木曜19:00 - 19:30放送。全44話。

## 介绍
轟 鷹也在比賽中快要獲得勝利時发生意外，感到絕望的他因此拋棄賽車運動。但車手力高.蘭達賞識鷹也的實力，因此鷹也成了香取車隊的車手。向世界各大著名車手挑戰。